# 2013년 남아시아 경기 대회
2013년 남아시아 경기 대회는 2013년 2월 13일부터 2월 21일까지 인도 공화국의 델리에서 열릴 예정인 대회였으나, 취소되었다.

## 개최국 변경
본래 2012년에 부탄에서 개최될 예정이었으나, 인도의 델리로 장소가 변경되었다. 이러면서 개최시기도 2013년으로 늦추어졌다.